# 다나카정
다나카정(일본어: 田中町)은 일본 나가노현 지사가타군에 있던 정이다. 현재의 도미시 중심부에 해당한다.

## 역사
- 1876년 - 겐촌이 성립하였다.
- 1889년 4월 1일 - 정촌제 시행에 의해 겐촌 외 3촌의 구역을 확장해 성립하였다.
- 1953년 10월 1일 - 겐촌이 정으로 승격해 다나카정으로 변경되었다.
- 1956년 9월 30일 - 네쓰촌, 가노촌과 합병해 도부정이 성립하여, 동일 다나카정은 폐지되었다.

## 교통

### 철도
- 일본국유철도
  - 신에쓰 본선 (현 시나노 철도선)

### 도로
- 국도 제18호선

## 참고문헌
- 角川日本地名大辞典 20 長野県